# 223.ª Brigada Mixta (Ejército Popular de la República)
La 223.ª Brigada Mixta fue una de las Brigadas Mixtas creadas por el Ejército Popular de la República para la defensa de la Segunda República española durante la guerra civil española. La unidad fue organizada con batallones encargados de la Defensa de Costas.

## Historial
La Brigada se organizó en el verano de 1937 con diversos batallones de la Defensa de Costas y como reserva del Ejército de Andalucía. El mando de la Brigada correspondía al jefe del Regimiento «Sevilla» n.º 34, aunque pronto asumió esta función el mayor de milicias Ramón Garsaball López. Durante los primeros tiempos se mantuvo como guarnición de la Base naval de Cartagena, integrada en la Defensa de Costas.
El 30 de abril de 1938 fue adjudicada a la 64.ª División del XIX Cuerpo de Ejército, aunque ello no varió su misión de guarnición en Cartagena. El 2 de julio pasó a formar parte de la 10.ª División del XXI Cuerpo de Ejército, con la que partió al Frente de Levante cuando aquí hacía crisis la batalla. Entró en línea en el cinturón defensivo de Valencia, pasando luego a la reserva del Ejército de Levante. Del 7 al 10 de noviembre cooperó en el fracasado contraataque en Nules y Castellón de la Plana. Requerida su presencia en la Batalla de Peñarroya, el 7 de enero de 1939 atacó sin éxito el Cerro Mulva y la Sierra de los Santos. Aún continuó sus embestidas durante una semana, aunque con el mismo resultado.
En el mes de febrero regresó a su feudo de Cartagena para integrarse de nuevo en la Defensa de Costas. Un mes más tarde, durante la revuelta de Casado, la unidad adoptó una actitud opuesta a este, por lo que se depuso a su jefe y se nombró en su lugar al Mayor de milicias Ángel Muñoz. Aquí le sorprendería el final de la guerra, quedando disuelta la brigada.